# هيلتي
هيلتي (بالألمانية: Hilti) هي شركة متخصصة في صناعة وتسويق وبيع عدد البناء وأنظمة تدعيم عناصر البناء، مثل نظام دعم الأنابيب ومجاري هواء التكييف وأيضاً نظام مواد إيقاف الحريق، وهي شركة عريقة منظمة تعتمد على حلول مبتكرة وتعتني جداً بتأهيل كوادرها، وهي شركة ذات انتشار عالمي يصل رأس مالها حالياً إلى أربعة مليارات دولار وتطمح لتحقيق نمو 100% في سنة 2015، ومقرها في ليختنشتاين. وهي كانت مملوكة لعائلة هيلتي، ولكن الآن لهم فيها نسبة فقط.

## الموقع
يقع المقر الرئيسي لشركة هيلتي في مدينة شان ب ليختنشتاين ويحتوى على أعلى عدد من الموظفين بالشركة. توظف الشركة أكثر من 20000 موظف حول العالم في أكثر من 120 دولة.

## التاريخ
تأسست شركة هيلتي عام 1941 على يد مارتن وإيويجين هيلتي، وبدات كورشة ميكانيكية في مدينة شان، ليختنشتاين.

### 1941-1946
أسس مارتن ويوجين هيلتي شركة، مع افتتاح ورشة ميكانيكية في شان، ليختنشتاين. تم تدريب مارتن هيلتي في الهندسة الميكانيكية وتصميم السيارات في كلية الهندسة في ويسمار وكان عمره 26 عامًا وقت تأسيس الشركة. كما كان متطوعًا في Waffen-SS وموظفًا في الحركة الوطنية الألمانية في ليختنشتاين كرئيس تحرير لـ دير أمبروخ. يحتفظ صندوق عائلة مارتن هيلتي بجميع الأسهم المسجلة في هيلتي اعتبارًا من عام 2003.

### 1947-1963
بعد الحرب كان هناك انخفاض حاد في المبيعات وكانت الشركة على وشك الإفلاس. لتغطية نفقاتهم وقع مارتن هيلتي عقودًا من الباطن متنوعة مثل قطع الحديد الزهر الرمادي لصناعة المنسوجات السويسرية أو تشكيل قوالب البيض أو الولاعات والمبرايات. في أواخر الأربعينيات من القرن الماضي وجد مارتن هيلتي تقنية تسمح بوضع المسامير في الخرسانة أو البناء وحصل على التصميمات الأصلية وحقوق براءات الاختراع لما أصبح لاحقًا أداة الربط المباشر الأولى من هيلتي. على الرغم من أن التكنولوجيا واعدة، فقد ثبت أنها غير ناضجة وتتطلب تطويرًا كبيرًا. في غضون ذلك وخلال أوائل الخمسينيات من القرن الماضي أنتجت شركة هيلتي خطها الخاص من المنتجات المنزلية والذي تضمن ولاعة سجائر وخلاط مطبخ يعمل بالماء يسمى "Ello"، والذي لاقى نجاحًا كبيرًا. في عام 1952 مع حل أثبت أنه ناضج ليتم تسويقه، أطلقت هيلتي أول منتج متعلق بالبناء وهو أداة يدوية لقيادة المسامير الملولبة إلى الفولاذ. في عام 1953، قدمت الشركة أول أداة تثبيت عالية السرعة تعمل بالمسحوق والتي سمحت بتثبيت المسامير في الخرسانة، المسمى Perfix.
في هذا الوقت، افتتحت شركة هيلتي مكاتب في إيطاليا، وبلجيكا، وبولندا، وفنلندا، والنرويج، وألمانيا، والدنمارك، وهولندا، والبرتغال، والنمسا، وفرنسا، وأستراليا، وكندا، والولايات المتحدة الأمريكية. في عام 1963، كانت هيلتي موجودًا في 23 دولة، وبلغ حجم مبيعاتها أكثر من 400 مليون فرنك سويسري.

### 1964-1979
في عام 1964، بدأت هيلتي تسويق مثقاب كان له أيضًا وظيفة الحفر من إنتاج شركة Kocher في بازل تحت اسم "Torna 765". بعد تلقي ملاحظات العملاء، بدأت هيلتي مشروع تطوير وتحسين المنتج تحت اسم «تورنا للتنمية»، أو "TE" للاختصار والذي أصبح منذ ذلك الحين الاسم القياسي لجميع أدوات هيلتي الكهربائية الهوائية. في عام 1967، قدمت الشركة TE17 وهو مثقاب بمطرقة دورانية كهربائية تعمل بالهواء المضغوط بالكامل والذي يتميز بقابض أمان، وتم شحنه للعملاء في أول صندوق أدوات أحمر مميز من هيلتي.
استمر التوسع العالمي طوال الستينيات، وبحلول عام 1971، بلغت مبيعات هيلتي العالمية 376 مليون فرنك سويسري في 45 دولة، بما في ذلك مرافق الإنتاج الجديدة في النمسا وألمانيا.
في عام 1974، بدأت هيلتي في تطوير وتسويق مسامير التثبيت، وفي عام 1977 قدمت هيلتي أول خط إنتاج كيميائي لمثبتات التثبيت. تم افتتاح مرفقين إنتاجيين آخرين، مصنع بلاستيك في ألمانيا تم شراؤه في عام 1975 ومصنع في إنجلترا تم الاستحواذ عليه في عام 1978. في عام 1979 افتتحت الشركة منشأة إنتاج أخرى في تولسا، وأوكلاهوما، والولايات المتحدة الأمريكية لإنتاج المراسي. خلال الثمانينيات شكلت هيلتي مراكز أسواق لأمريكا وأوروبا وأفريقيا وآسيا لتحسين القرب من عملائها.

### 1979 حتى الوقت الحاضر
في عام 1995، افتتحت شركة هيلتي أول مصنع لها في الصين في زانجيانغ وتم توسيع هذا المصنع إلى 55000 متر مربع في عام 2005. تم افتتاح مصنع آخر في شنغهاي في عام 2004. يعمل في هذا المصنع 470 شخصًا.
اعتبارًا من عام 2019، تمتلك هيلتي مكاتب في 120 دولة مختلفة و 29000 موظفًا ومبيعات تزيد عن 5 مليارات فرنك سويسري.